# One Direction/Auszeichnungen für Musikverkäufe

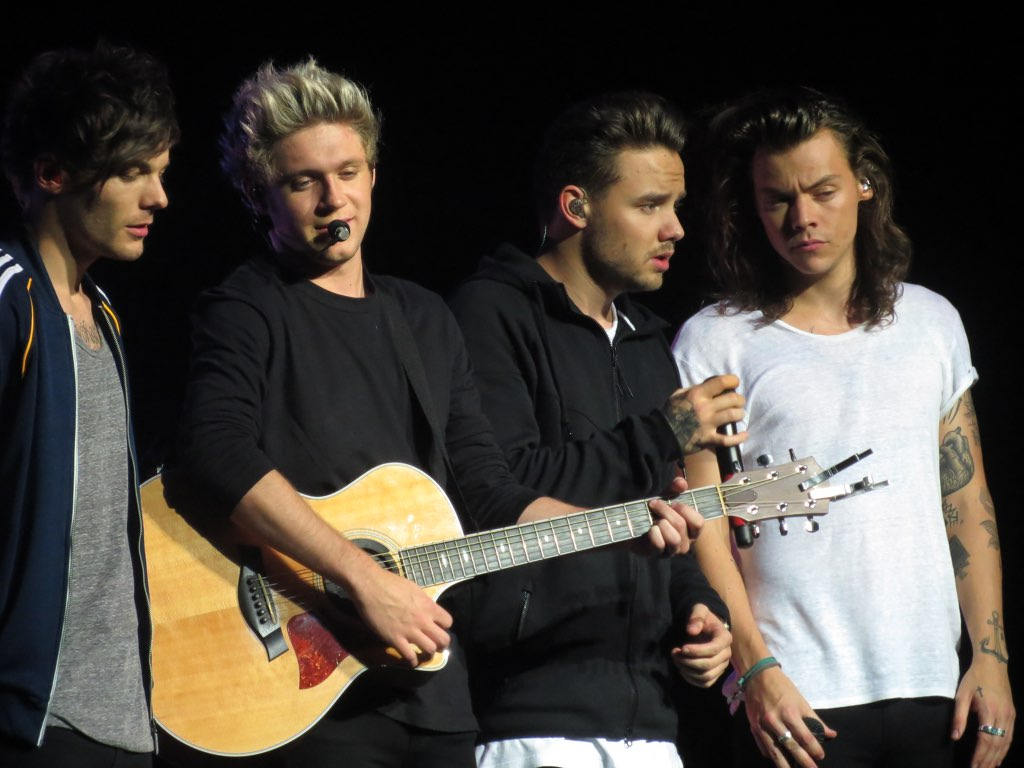
One Direction (2015)

Dies ist eine Übersicht über die Auszeichnungen für Musikverkäufe der britisch-irischen Boygroup One Direction. Die Auszeichnungen finden sich nach ihrer Art (Gold, Platin usw.), nach Staaten getrennt in chronologischer Reihenfolge, geordnet sowie nach den Tonträgern selbst, ebenfalls in chronologischer Reihenfolge, getrennt nach Medium (Alben, Singles usw.), wieder. Zu beachten ist, dass Auszeichnungen unautorisierter Veröffentlichungen hier nicht berücksichtigt werden.

## Auszeichnungen
| - Vereinigtes Königreich - 2013: für die Single Heroes - 2018: für die Single Gotta Be You - 2021: für das Lied Infinity - 2021: für das Lied Olivia - 2021: für das Lied No Control - 2023: für das Lied Where Do Broken Hearts Go - 2023: für das Lied If I Could Fly - 2023: für das Lied Stockholm Syndrome - 2024: für das Lied Rock Me - 2024: für das Lied Right Now - Australien - 2020: für das Lied 18 - 2020: für die Single Gotta Be You - 2020: für das Lied Infinity - 2020: für die Single Midnight Memories - 2020: für das Lied Moments - 2020: für das Lied Na Na Na - Belgien - 2013: für die Single What Makes You Beautiful - 2013: für die Single One Way Or Another (Teenage Kicks) - 2013: für das Album Take Me Home - 2013: für das Album Midnight Memories - 2016: für die Single Drag Me Down - Chile - 2012: für das Album Up All Night - Dänemark - 2012: für das Streaming One Thing - 2013: für die Single What Makes You Beautiful - 2014: für das Streaming One Way Or Another (Teenage Kicks) - 2013: für das Streaming They Don’t Know About Us - 2013: für das Streaming Rock Me - 2014: für die Single One Way Or Another (Teenage Kicks) - 2014: für das Streaming You & I - 2019: für die Single History - 2021: für das Lied 18 - Deutschland - 2014: für das Album Take Me Home - 2022: für die Single Steal My Girl - 2023: für das Album Four - 2023: für das Album Made In The A.M. - 2023: für das Album Midnight Memories - 2023: für das Album Up All Night - 2023: für die Single What Makes You Beautiful - 2023: für die Single Drag Me Down - 2023: für die Single Do They Know It’s Christmas? - Ecuador - 2014: für das Album Take Me Home - 2014: für das Album Midnight Memories - Finnland - 2012: für das Album Up All Night - 2012: für das Album Take Me Home - 2015: für das Album Made In The A.M. - Frankreich - 2012: für das Album Up All Night - 2015: für das Album Made In The A.M. - Griechenland - 2013: für das Album Up All Night - Italien - 2013: für die Single Live While We’re Young - 2013: für die Single One Way Or Another (Teenage Kicks) - 2013: für die Single One Thing - 2014: für die Single Steal My Girl - 2014: für die Single Best Song Ever - 2016: für das Lied Infinity - 2016: für die Single History - 2018: für die Single You & I - 2018: für die Single Do They Know It’s Christmas? - 2019: für die Single Little Things - 2021: für das Lied If I Could Fly - 2021: für die Single Kiss You - Japan - 2014: für das Album Four - 2014: für die Single Best Song Ever (Digital) - 2014: für die Single Kiss You (Digital) - 2015: für die Single One Thing (Digital) - 2015: für das Album Made In The A.M. - 2023: für das Streaming Live While We’re Young - 2024: für das Streaming Story of My Life - 2024: für das Streaming Kiss You - 2024: für das Streaming One Thing - Kanada - 2017: für die Single History - Mexiko - 2019: für das Lied Infinity - 2020: für die Single More Than This - 2020: für die Single Midnight Memories - 2020: für das Lied No Control - 2020: für das Lied Rock Me - 2020: für das Lied A.M. - 2020: für das Lied Love You Goodbye - 2020: für das Lied If I Could Fly - 2020: für die Single Gotta Be You - 2022: für das Album Up All Night - 2022: für das Lied Moments - 2023: für das Album Midnight Memories - Neuseeland - 2012: für die Single One Thing - 2014: für die Single More Than This - Norwegen - 2013: für das Album Take Me Home - Österreich - 2013: für das Album Take Me Home - 2014: für das Album Midnight Memories - 2014: für das Album Four - 2015: für das Album Up All Night - 2015: für das Album Made In The A.M. - Peru - 2014: für das Album Up All Night - 2014: für das Album Take Me Home - Polen - 2022: für die Single History - Portugal - 2012: für das Album Up All Night - 2020: für das Album Made In The A.M. - 2022: für das Videoalbum Where We Are – The Concert Film - Schweden - 2013: für die Single One Way Or Another (Teenage Kicks) - 2013: für das Lied They Don’t Know About Us - 2015: für das Album Made In The A.M. - 2015: für die Single Best Song Ever - 2015: für die Single Story of My Life - Schweiz - 2012: für das Album Take Me Home - 2013: für das Album Up All Night - 2014: für die Single Story of My Life - 2018: für das Album Made In The A.M. - Spanien - 2013: für das Videoalbum Up All Night – The Live Tour - 2014: für das Streaming Story of My Life - 2014: für das Videoalbum Where We Are – The Concert Film - 2024: für die Single Best Song Ever - 2024: für die Single Little Things - 2024: für die Single Perfect - 2024: für die Single Steal My Girl - 2024: für die Single You & I - 2024: für die Single History - 2025: für die Single Kiss You - 2025: für das Lied 18 - Südafrika - 2013: für das Album Take Me Home - 2013: für das Album Midnight Memories - 2014: für das Album Four - 2015: für das Album Made In The A.M. - 2016: für die Single Perfect - Ungarn - 2012: für das Album Take Me Home - 2014: für das Album Four - 2015: für das Album Made In The A.M. - Venezuela - 2015: für das Album Made In The A.M. - Vereinigte Staaten - 2013: für die Single Kiss You - 2013: für die Single One Way Or Another (Teenage Kicks) - 2014: für die Single Steal My Girl - Vereinigtes Königreich - 2014: für die Single Do They Know It’s Christmas? - 2021: für die Single One Thing - 2023: für das Lied 18 - 2025: für die Single Midnight Memories - 2025: für das Lied They Don’t Know About Us | - Argentinien - 2012: für das Album Take Me Home - 2012: für das Album Up All Night - 2012: für das Videoalbum Up All Night – The Live Tour - Australien - 2020: für die Single More Than This - 2020: für das Lied They Don’t Know About Us - 2020: für die Single You & I - Brasilien - 2012: für das Album Take Me Home - Dänemark - 2013: für das Streaming Live While We’re Young - 2013: für das Streaming Kiss You - 2013: für das Streaming Little Things - 2014: für das Streaming Best Song Ever - 2014: für das Streaming Story of My Life - 2020: für die Single You & I - 2020: für die Single Perfect - 2022: für die Single Night Changes - 2023: für die Single Steal My Girl - 2023: für das Lied They Don’t Know About Us - Europa - 2012: für das Album Up All Night - 2012: für das Album Take Me Home - 2013: für das Album Midnight Memories - Finnland - 2013: für das Album Midnight Memories - Frankreich - 2012: für das Album Take Me Home - 2013: für das Album Midnight Memories - 2014: für das Album Four - Griechenland - 2024: für die Single Night Changes - 2024: für die Single Story of My Life - Italien - 2013: für die Single What Makes You Beautiful - 2014: für die Single Story of My Life - 2016: für die Single Perfect - 2023: für die Single Night Changes - Japan - 2013: für das Album Take Me Home - 2014: für die Single What Makes You Beautiful (Digital) - 2014: für die Single Story of My Life (Digital) - 2014: für das Album Midnight Memories - 2015: für das Album Up All Night - 2024: für das Streaming What Makes You Beautiful - Kanada - 2014: für das Album Four - 2014: für die Single One Way Or Another (Teenage Kicks) - 2015: für die Single Steal My Girl - 2016: für das Album Made In The A.M. - 2017: für die Single You & I - 2017: für die Single Night Changes - Malaysia - 2012: für das Album Take Me Home - Mexiko - 2019: für die Single History - 2020: für die Single Night Changes - 2020: für die Single One Thing - 2022: für das Lied 18 - 2023: für das Album Take Me Home - Neuseeland - 2012: für die Single Live While We’re Young - 2014: für die Single One Way Or Another (Teenage Kicks) - 2015: für die Single Kiss You - 2015: für die Single Best Song Ever - 2021: für die Single Midnight Memories - Niederlande - 2013: für das Album Take Me Home - 2014: für das Album Midnight Memories - Norwegen - 2013: für die Single One Way Or Another (Teenage Kicks) - 2013: für die Single More Than This - 2013: für die Single Kiss You - 2015: für die Single Drag Me Down - Philippinen - 2015: für das Album Four - 2015: für das Videoalbum Up All Night – The Live Tour - Polen - 2013: für das Album Take Me Home - Portugal - 2020: für das Album Four - 2020: für das Album Midnight Memories - Schweden - 2012: für das Album Up All Night - 2012: für das Videoalbum Up All Night – The Live Tour - 2012: für die Single One Thing - 2013: für die Single Little Things - 2013: für die Single Live While We’re Young - 2013: für die Single Kiss You - 2015: für das Album Four - 2015: für die Single Drag Me Down - Schweiz - 2013: für das Album Midnight Memories - 2013: für die Single What Makes You Beautiful - Singapur - 2020: für das Album Four - 2020: für das Album Take Me Home - Spanien - 2014: für das Album Up All Night - 2015: für das Album Four - 2016: für das Album Made In The A.M. - 2024: für die Single Drag Me Down - 2024: für die Single What Makes You Beautiful - 2024: für die Single Night Changes - Ungarn - 2014: für das Album Midnight Memories - Uruguay - 2013: für das Album Take Me Home - 2013: für das Album Up All Night - Venezuela - 2014: für das Album Midnight Memories - Vereinigte Staaten - 2012: für die Single One Thing - 2013: für die Single Live While We’re Young - 2013: für die Single Little Things - 2013: für die Single Best Song Ever - 2015: für das Album Four - 2015: für die Single Night Changes - 2015: für das Videoalbum Where We Are – The Concert Film - Vereinigtes Königreich - 2017: für die Single Perfect - 2020: für die Single One Way Or Another (Teenage Kicks) - 2021: für die Single Kiss You - 2021: für die Single Live While We’re Young - 2023: für die Single You & I - Deutschland - 2022: für die Single Story of My Life - Kolumbien - 2014: für das Videoalbum Up All Night – The Live Tour - Mexiko - 2014: für die Single One Way Or Another (Teenage Kicks) - 2015: für das Videoalbum Where We Are – The Concert Film - 2016: für die Single Story of My Life - 2020: für die Single Little Things - 2020: für die Single Best Song Ever - 2020: für die Single Kiss You - Peru - 2014: für das Album Midnight Memories | - Argentinien - 2013: für das Album Midnight Memories - Australien - 2014: für die Single One Way Or Another (Teenage Kicks) - 2015: für das Album Four - 2020: für die Single History - 2020: für die Single Kiss You - 2021: für das Album Made In The A.M. - Chile - 2012: für das Album Take Me Home - Dänemark - 2013: für das Streaming What Makes You Beautiful - 2023: für die Single Story of My Life - 2025: für die Single Drag Me Down - Frankreich - 2014: für das Videoalbum Where We Are – The Concert Film - Griechenland - 2012: für das Album Take Me Home - Irland - 2011: für das Album Up All Night - Italien - 2013: für das Album Up All Night - 2016: für die Single Drag Me Down - 2021: für das Album Made In The A.M. - Japan - 2015: für die Single Live While We’re Young (Digital) - Kanada - 2013: für das Album Midnight Memories - 2017: für die Single Best Song Ever - 2017: für die Single Kiss You - 2017: für die Single Perfect - 2017: für die Single Live While We’re Young - 2017: für die Single Little Things - Kolumbien - 2014: für das Album Up All Night - Mexiko - 2020: für die Single Live While We’re Young - 2022: für die Single Steal My Girl - 2023: für die Single You & I - Neuseeland - 2021: für die Single History - 2022: für die Single Perfect - 2022: für die Single Steal My Girl - 2023: für die Single Little Things - Norwegen - 2013: für die Single Little Things - Philippinen - 2015: für das Album Midnight Memories - Polen - 2014: für das Album Midnight Memories - 2023: für das Album Four - Portugal - 2013: für das Album Take Me Home - 2013: für das Videoalbum Up All Night – The Live Tour - Schweden - 2013: für das Album Take Me Home - 2014: für das Album Midnight Memories - Spanien - 2013: für das Album Take Me Home - 2014: für das Album Midnight Memories - 2024: für die Single Story of My Life - Uruguay - 2013: für das Album Midnight Memories - Vereinigte Staaten - 2020: für das Album Made In The A.M. - Vereinigtes Königreich - 2013: für das Videoalbum Up All Night – The Live Tour - 2014: für das Videoalbum Where We Are – The Concert Film - 2021: für das Album Made In The A.M. - 2022: für die Single History - 2022: für die Single Little Things - 2023: für die Single Drag Me Down - 2023: für die Single Steal My Girl - 2024: für die Single Night Changes - 2024: für die Single Best Song Ever - Mexiko - 2019: für das Album Four - 2022: für die Single Perfect - Australien - 2013: für das Album Take Me Home - 2020: für die Single Best Song Ever - 2020: für die Single Live While We’re Young - 2020: für die Single Perfect - 2020: für die Single Steal My Girl - 2024: für das Album Midnight Memories - Brasilien - 2015: für das Album Four - 2015: für das Album Midnight Memories - Dänemark - 2023: für das Album Four - 2023: für das Album Up All Night - 2025: für das Album Made In The A.M. - Frankreich - 2012: für das Videoalbum Up All Night – The Live Tour - Irland - 2012: für das Album Take Me Home - Italien - 2014: für das Album Take Me Home - 2014: für das Album Midnight Memories - 2022: für das Album Four - Kanada - 2013: für das Album Take Me Home - 2017: für die Single One Thing - 2017: für die Single Drag Me Down - Kolumbien - 2014: für das Album Take Me Home - Mexiko - 2020: für die Single What Makes You Beautiful - Neuseeland - 2023: für das Album Made In The A.M. - 2024: für das Album Four - Norwegen - 2013: für die Single One Thing - Polen - 2023: für das Album Made In The A.M. - 2024: für das Album Up All Night - Vereinigte Staaten - 2015: für die Single Story of My Life - 2020: für das Album Take Me Home - 2020: für das Album Up All Night - 2020: für das Album Midnight Memories - Vereinigtes Königreich - 2016: für das Album Midnight Memories - 2025: für die Single Story of My Life - 2025: für das Album Four - Mexiko - 2022: für die Single Drag Me Down - Australien - 2015: für das Videoalbum Where We Are – The Concert Film - 2020: für die Single Little Things - 2020: für die Single Story of My Life - Chile - 2013: für das Album Midnight Memories - Dänemark - 2021: für das Album Take Me Home - Irland - 2014: für das Album Midnight Memories - Kanada - 2017: für die Single Story of My Life - Kolumbien - 2014: für das Album Midnight Memories - Mexiko - 2023: für das Album Made In The A.M. - Neuseeland - 2023: für das Album Take Me Home - 2024: für die Single Drag Me Down - 2024: für die Single Story of My Life - 2025: für das Album Midnight Memories - 2025: für die Single Night Changes - Philippinen - 2015: für das Album Up All Night - Polen - 2017: für die Single Drag Me Down - Schweden - 2012: für die Single What Makes You Beautiful - Venezuela - 2014: für das Album Up All Night - Vereinigte Staaten - 2013: für die Single What Makes You Beautiful - Vereinigtes Königreich - 2021: für das Album Up All Night - 2022: für das Album Take Me Home - 2025: für die Single What Makes You Beautiful - Australien - 2015: für das Album Up All Night - 2020: für die Single Drag Me Down - 2020: für die Single One Thing - Dänemark - 2025: für das Album Midnight Memories - Neuseeland - 2024: für die Single What Makes You Beautiful - 2024: für das Album Up All Night - Norwegen - 2014: für die Single Story of My Life - Philippinen - 2015: für das Album Take Me Home - Vereinigte Staaten - 2013: für das Videoalbum Up All Night – The Live Tour - Australien - 2024: für die Single Night Changes - Kanada - 2012: für das Videoalbum Up All Night – The Live Tour - 2025: für das Album Up All Night - Norwegen - 2013: für die Single What Makes You Beautiful - Kanada - 2017: für die Single What Makes You Beautiful - Australien - 2015: für das Videoalbum Up All Night – The Live Tour - Australien - 2023: für die Single What Makes You Beautiful - Mexiko - 2014: für das Videoalbum Up All Night – The Live Tour - 2022: für das Album Up All Night - 2023: für das Album Take Me Home - 2023: für das Album Midnight Memories - Venezuela - 2014: für das Album Take Me Home - 2014: für das Album Midnight Memories |

## Auszeichnungen nach Alben

### Up All Night
| Land/Region                  | Auszeichnungen für Musikverkäufe (Land/Region, Auszeichnung, Verkäufe) | Verkäufe    |
| ---------------------------- | ---------------------------------------------------------------------- | ----------- |
| Argentinien (CAPIF)          | Platin                                                                 | 40.000      |
| Australien (ARIA)            | 5× Platin                                                              | 350.000     |
| Chile (IFPI)                 | Gold                                                                   | 7.500       |
| Dänemark (IFPI)              | 3× Platin                                                              | 60.000      |
| Deutschland (BVMI)           | Gold                                                                   | 100.000     |
| Europa (IFPI)                | Platin                                                                 | (1.000.000) |
| Finnland (IFPI)              | Gold                                                                   | 10.811      |
| Frankreich (SNEP)            | Gold                                                                   | 50.000      |
| Griechenland (IFPI)          | Gold                                                                   | 3.000       |
| Irland (IRMA)                | 2× Platin                                                              | 30.000      |
| Italien (FIMI)               | 2× Platin                                                              | 120.000     |
| Japan (RIAJ)                 | Platin                                                                 | 250.000     |
| Kanada (MC)                  | 6× Platin                                                              | 480.000     |
| Kolumbien (ASINCOL)          | 2× Platin                                                              | 20.000      |
| Mexiko (AMPROFON)            | Diamant · + Gold                                                       | 330.000     |
| Neuseeland (RMNZ)            | 5× Platin                                                              | 75.000      |
| Österreich (IFPI)            | Gold                                                                   | 10.000      |
| Peru (UNIMPRO)               | Gold                                                                   | 10.000      |
| Philippinen (PARI)           | 4× Platin                                                              | 60.000      |
| Polen (ZPAV)                 | 3× Platin                                                              | 60.000      |
| Portugal (AFP)               | Gold                                                                   | 7.500       |
| Schweden (IFPI)              | Platin                                                                 | 40.000      |
| Schweiz (IFPI)               | Gold                                                                   | 15.000      |
| Spanien (Promusicae)         | Platin                                                                 | 40.000      |
| Uruguay (CUD)                | Platin                                                                 | 4.000       |
| Venezuela (APFV)             | 4× Platin                                                              | 40.000      |
| Vereinigte Staaten (RIAA)    | 3× Platin                                                              | 3.000.000   |
| Vereinigtes Königreich (BPI) | 4× Platin                                                              | 1.200.000   |
| Insgesamt                    | 10× Gold · 48× Platin · 1× Diamant ·                                   | 6.412.811   |

### Take Me Home
| Land/Region                  | Auszeichnungen für Musikverkäufe (Land/Region, Auszeichnung, Verkäufe) | Verkäufe    |
| ---------------------------- | ---------------------------------------------------------------------- | ----------- |
| Argentinien (CAPIF)          | Platin                                                                 | 30.000      |
| Australien (ARIA)            | 3× Platin                                                              | 210.000     |
| Belgien (BRMA)               | Gold                                                                   | 15.000      |
| Brasilien (PMB)              | Platin                                                                 | 40.000      |
| Chile (IFPI)                 | 2× Platin                                                              | 30.000      |
| Dänemark (IFPI)              | 4× Platin                                                              | 80.000      |
| Deutschland (BVMI)           | Gold                                                                   | 100.000     |
| Ecuador (SOPROFON)           | Gold                                                                   | 3.000       |
| Europa (IFPI)                | Platin                                                                 | (1.000.000) |
| Finnland (IFPI)              | Gold                                                                   | 19.919      |
| Frankreich (SNEP)            | Platin                                                                 | 100.000     |
| Griechenland (IFPI)          | 2× Platin                                                              | 12.000      |
| Irland (IRMA)                | 3× Platin                                                              | 45.000      |
| Italien (FIMI)               | 3× Platin                                                              | 150.000     |
| Japan (RIAJ)                 | Platin                                                                 | 250.000     |
| Kanada (MC)                  | 3× Platin                                                              | 240.000     |
| Kolumbien (ASINCOL)          | 3× Platin                                                              | 30.000      |
| Malaysia (RIM)               | Platin                                                                 | 15.000      |
| Mexiko (AMPROFON)            | Diamant · + Platin                                                     | 360.000     |
| Neuseeland (RMNZ)            | 4× Platin                                                              | 60.000      |
| Niederlande (NVPI)           | Platin                                                                 | 50.000      |
| Norwegen (IFPI)              | Gold                                                                   | 15.000      |
| Österreich (IFPI)            | Gold                                                                   | 7.500       |
| Peru (UNIMPRO)               | Gold                                                                   | 3.000       |
| Philippinen (PARI)           | 5× Platin                                                              | 75.000      |
| Polen (ZPAV)                 | Platin                                                                 | 20.000      |
| Portugal (AFP)               | 2× Platin                                                              | 30.000      |
| Schweden (IFPI)              | 2× Platin                                                              | 80.000      |
| Schweiz (IFPI)               | Gold                                                                   | 15.000      |
| Singapur (RIAS)              | Platin                                                                 | 10.000      |
| Spanien (Promusicae)         | 2× Platin                                                              | 80.000      |
| Südafrika (RISA)             | Gold                                                                   | 20.000      |
| Ungarn (MAHASZ)              | Gold                                                                   | 3.000       |
| Uruguay (CUD)                | Platin                                                                 | 4.000       |
| Venezuela (APFV)             | Diamant                                                                | 100.000     |
| Vereinigte Staaten (RIAA)    | 3× Platin                                                              | 3.000.000   |
| Vereinigtes Königreich (BPI) | 4× Platin                                                              | 1.200.000   |
| Insgesamt                    | 10× Gold · 55× Platin · 2× Diamant ·                                   | 6.502.419   |

### Midnight Memories
| Land/Region                  | Auszeichnungen für Musikverkäufe (Land/Region, Auszeichnung, Verkäufe) | Verkäufe    |
| ---------------------------- | ---------------------------------------------------------------------- | ----------- |
| Argentinien (CAPIF)          | 2× Platin                                                              | 60.000      |
| Australien (ARIA)            | 3× Platin                                                              | 210.000     |
| Belgien (BRMA)               | Gold                                                                   | 15.000      |
| Brasilien (PMB)              | 3× Platin                                                              | 120.000     |
| Chile (IFPI)                 | 4× Platin                                                              | 60.000      |
| Dänemark (IFPI)              | 5× Platin                                                              | 100.000     |
| Deutschland (BVMI)           | Gold                                                                   | 100.000     |
| Ecuador (SOPROFON)           | Gold                                                                   | 3.000       |
| Europa (IFPI)                | Platin                                                                 | (1.000.000) |
| Finnland (IFPI)              | Platin                                                                 | 36.182      |
| Frankreich (SNEP)            | Platin                                                                 | 100.000     |
| Irland (IRMA)                | 4× Platin                                                              | 60.000      |
| Italien (FIMI)               | 3× Platin                                                              | 150.000     |
| Japan (RIAJ)                 | Platin                                                                 | 250.000     |
| Kanada (MC)                  | 2× Platin                                                              | 160.000     |
| Kolumbien (ASINCOL)          | 4× Platin                                                              | 40.000      |
| Mexiko (AMPROFON)            | Diamant · + Gold                                                       | 330.000     |
| Neuseeland (RMNZ)            | 4× Platin                                                              | 60.000      |
| Niederlande (NVPI)           | Platin                                                                 | 40.000      |
| Österreich (IFPI)            | Gold                                                                   | 7.500       |
| Peru (UNIMPRO)               | 3× Gold                                                                | 9.000       |
| Philippinen (PARI)           | 2× Platin                                                              | 30.000      |
| Polen (ZPAV)                 | 2× Platin                                                              | 40.000      |
| Portugal (AFP)               | Platin                                                                 | 15.000      |
| Schweden (IFPI)              | 2× Platin                                                              | 80.000      |
| Schweiz (IFPI)               | Platin                                                                 | 20.000      |
| Spanien (Promusicae)         | 2× Platin                                                              | 80.000      |
| Südafrika (RISA)             | Gold                                                                   | 20.000      |
| Ungarn (MAHASZ)              | Platin                                                                 | 2.000       |
| Uruguay (CUD)                | 2× Platin                                                              | 8.000       |
| Venezuela (APFV)             | Diamant · + Platin                                                     | 110.000     |
| Vereinigte Staaten (RIAA)    | 3× Platin                                                              | 3.000.000   |
| Vereinigtes Königreich (BPI) | 3× Platin                                                              | 900.000     |
| Insgesamt                    | 7× Gold · 59× Platin · 2× Diamant ·                                    | 6.230.682   |

### Four
| Land/Region                  | Auszeichnungen für Musikverkäufe (Land/Region, Auszeichnung, Verkäufe) | Verkäufe  |
| ---------------------------- | ---------------------------------------------------------------------- | --------- |
| Australien (ARIA)            | 2× Platin                                                              | 140.000   |
| Brasilien (PMB)              | 3× Platin                                                              | 120.000   |
| Dänemark (IFPI)              | 3× Platin                                                              | 60.000    |
| Deutschland (BVMI)           | Gold                                                                   | 100.000   |
| Finnland (IFPI)              | —                                                                      | 9.559     |
| Frankreich (SNEP)            | Platin                                                                 | 100.000   |
| Italien (FIMI)               | 3× Platin                                                              | 150.000   |
| Japan (RIAJ)                 | Gold                                                                   | 100.000   |
| Kanada (MC)                  | Platin                                                                 | 80.000    |
| Mexiko (AMPROFON)            | 5× Gold                                                                | 150.000   |
| Neuseeland (RMNZ)            | 3× Platin                                                              | 45.000    |
| Österreich (IFPI)            | Gold                                                                   | 7.500     |
| Philippinen (PARI)           | Platin                                                                 | 15.000    |
| Polen (ZPAV)                 | 2× Platin                                                              | 40.000    |
| Portugal (AFP)               | Platin                                                                 | 15.000    |
| Schweden (IFPI)              | Platin                                                                 | 40.000    |
| Singapur (RIAS)              | Platin                                                                 | 10.000    |
| Spanien (Promusicae)         | Platin                                                                 | 40.000    |
| Südafrika (RISA)             | Gold                                                                   | 20.000    |
| Ungarn (MAHASZ)              | Gold                                                                   | 1.000     |
| Vereinigte Staaten (RIAA)    | Platin                                                                 | 1.142.000 |
| Vereinigtes Königreich (BPI) | 3× Platin                                                              | 900.000   |
| Insgesamt                    | 6× Gold · 29× Platin ·                                                 | 3.285.059 |

### Made in the A.M.
| Land/Region                  | Auszeichnungen für Musikverkäufe (Land/Region, Auszeichnung, Verkäufe) | Verkäufe  |
| ---------------------------- | ---------------------------------------------------------------------- | --------- |
| Australien (ARIA)            | 2× Platin                                                              | 140.000   |
| Dänemark (IFPI)              | 3× Platin                                                              | 60.000    |
| Deutschland (BVMI)           | Gold                                                                   | 100.000   |
| Finnland (IFPI)              | Gold                                                                   | 11.800    |
| Frankreich (SNEP)            | Gold                                                                   | 50.000    |
| Italien (FIMI)               | 2× Platin                                                              | 100.000   |
| Japan (RIAJ)                 | Gold                                                                   | 100.000   |
| Kanada (MC)                  | Platin                                                                 | 80.000    |
| Mexiko (AMPROFON)            | 4× Platin                                                              | 240.000   |
| Neuseeland (RMNZ)            | 3× Platin                                                              | 45.000    |
| Österreich (IFPI)            | Gold                                                                   | 7.500     |
| Polen (ZPAV)                 | 3× Platin                                                              | 60.000    |
| Portugal (AFP)               | Gold                                                                   | 7.500     |
| Schweden (IFPI)              | Gold                                                                   | 20.000    |
| Schweiz (IFPI)               | Gold                                                                   | 10.000    |
| Spanien (Promusicae)         | Platin                                                                 | 40.000    |
| Südafrika (RISA)             | Gold                                                                   | 15.000    |
| Ungarn (MAHASZ)              | Gold                                                                   | 1.000     |
| Venezuela (APFV)             | Gold                                                                   | 5.000     |
| Vereinigte Staaten (RIAA)    | 2× Platin                                                              | 2.000.000 |
| Vereinigtes Königreich (BPI) | 2× Platin                                                              | 600.000   |
| Insgesamt                    | 11× Gold · 23× Platin ·                                                | 3.712.800 |

## Auszeichnungen nach EPs

### iTunes Festival: London 2012
| Land/Region               | Auszeichnungen für Musikverkäufe (Land/Region, Auszeichnung, Verkäufe) | Verkäufe |
| ------------------------- | ---------------------------------------------------------------------- | -------- |
| Vereinigte Staaten (RIAA) | —                                                                      | 17.000   |
| Insgesamt                 | —                                                                      | 17.000   |

## Auszeichnungen nach Singles

### Heroes
| Land/Region                  | Auszeichnungen für Musikverkäufe (Land/Region, Auszeichnung, Verkäufe) | Verkäufe |
| ---------------------------- | ---------------------------------------------------------------------- | -------- |
| Vereinigtes Königreich (BPI) | Silber                                                                 | 200.000  |
| Insgesamt                    | 1× Silber ·                                                            | 200.000  |

### What Makes You Beautiful
| Land/Region                  | Auszeichnungen für Musikverkäufe (Land/Region, Auszeichnung, Verkäufe) | Verkäufe  |
| ---------------------------- | ---------------------------------------------------------------------- | --------- |
| Australien (ARIA)            | 13× Platin                                                             | 910.000   |
| Belgien (BRMA)               | Gold                                                                   | 15.000    |
| Dänemark (IFPI)              | Gold                                                                   | 15.000    |
| Deutschland (BVMI)           | Gold                                                                   | 150.000   |
| Italien (FIMI)               | Platin                                                                 | 30.000    |
| Japan (RIAJ)                 | Platin                                                                 | 250.000   |
| Kanada (MC)                  | 8× Platin                                                              | 640.000   |
| Mexiko (AMPROFON)            | 3× Platin                                                              | 180.000   |
| Neuseeland (RMNZ)            | 5× Platin                                                              | 150.000   |
| Norwegen (IFPI)              | 7× Platin                                                              | 70.000    |
| Schweden (IFPI)              | 4× Platin                                                              | 160.000   |
| Schweiz (IFPI)               | Platin                                                                 | 30.000    |
| Spanien (Promusicae)         | Platin                                                                 | 60.000    |
| Vereinigte Staaten (RIAA)    | 4× Platin                                                              | 4.888.000 |
| Vereinigtes Königreich (BPI) | 4× Platin                                                              | 2.400.000 |
| Insgesamt                    | 3× Gold · 52× Platin ·                                                 | 9.928.000 |

### Gotta Be You
| Land/Region                  | Auszeichnungen für Musikverkäufe (Land/Region, Auszeichnung, Verkäufe) | Verkäufe |
| ---------------------------- | ---------------------------------------------------------------------- | -------- |
| Australien (ARIA)            | Gold                                                                   | 35.000   |
| Mexiko (AMPROFON)            | Gold                                                                   | 30.000   |
| Vereinigtes Königreich (BPI) | Silber                                                                 | 254.000  |
| Insgesamt                    | 1× Silber · 2× Gold ·                                                  | 319.000  |

### One Thing
| Land/Region                  | Auszeichnungen für Musikverkäufe (Land/Region, Auszeichnung, Verkäufe) | Verkäufe  |
| ---------------------------- | ---------------------------------------------------------------------- | --------- |
| Australien (ARIA)            | 5× Platin                                                              | 350.000   |
| Italien (FIMI)               | Gold                                                                   | 15.000    |
| Japan (RIAJ)                 | Gold                                                                   | 100.000   |
| Kanada (MC)                  | 3× Platin                                                              | 240.000   |
| Mexiko (AMPROFON)            | Platin                                                                 | 60.000    |
| Neuseeland (RMNZ)            | Gold                                                                   | 7.500     |
| Norwegen (IFPI)              | 3× Platin                                                              | 30.000    |
| Schweden (IFPI)              | Platin                                                                 | 40.000    |
| Vereinigte Staaten (RIAA)    | Platin                                                                 | 1.637.000 |
| Vereinigtes Königreich (BPI) | Gold                                                                   | 400.000   |
| Insgesamt                    | 4× Gold · 14× Platin ·                                                 | 2.879.500 |

### More Than This
| Land/Region       | Auszeichnungen für Musikverkäufe (Land/Region, Auszeichnung, Verkäufe) | Verkäufe |
| ----------------- | ---------------------------------------------------------------------- | -------- |
| Australien (ARIA) | Platin                                                                 | 70.000   |
| Mexiko (AMPROFON) | Gold                                                                   | 30.000   |
| Neuseeland (RMNZ) | Gold                                                                   | 7.500    |
| Norwegen (IFPI)   | Platin                                                                 | 10.000   |
| Insgesamt         | 2× Gold · 2× Platin ·                                                  | 117.500  |

### Live While We’re Young
| Land/Region                  | Auszeichnungen für Musikverkäufe (Land/Region, Auszeichnung, Verkäufe) | Verkäufe  |
| ---------------------------- | ---------------------------------------------------------------------- | --------- |
| Australien (ARIA)            | 3× Platin                                                              | 210.000   |
| Italien (FIMI)               | Gold                                                                   | 15.000    |
| Japan (RIAJ)                 | 2× Platin                                                              | 500.000   |
| Kanada (MC)                  | 2× Platin                                                              | 160.000   |
| Mexiko (AMPROFON)            | 2× Platin                                                              | 120.000   |
| Neuseeland (RMNZ)            | Platin                                                                 | 15.000    |
| Schweden (IFPI)              | Platin                                                                 | 40.000    |
| Vereinigte Staaten (RIAA)    | Platin                                                                 | 1.383.000 |
| Vereinigtes Königreich (BPI) | Platin                                                                 | 600.000   |
| Insgesamt                    | 1× Gold · 13× Platin ·                                                 | 3.043.000 |

### Little Things
| Land/Region                  | Auszeichnungen für Musikverkäufe (Land/Region, Auszeichnung, Verkäufe) | Verkäufe  |
| ---------------------------- | ---------------------------------------------------------------------- | --------- |
| Australien (ARIA)            | 4× Platin                                                              | 280.000   |
| Italien (FIMI)               | Gold                                                                   | 25.000    |
| Kanada (MC)                  | 2× Platin                                                              | 160.000   |
| Mexiko (AMPROFON)            | 3× Gold                                                                | 90.000    |
| Neuseeland (RMNZ)            | 2× Platin                                                              | 60.000    |
| Norwegen (IFPI)              | 2× Platin                                                              | 20.000    |
| Schweden (IFPI)              | Platin                                                                 | 40.000    |
| Spanien (Promusicae)         | Gold                                                                   | 30.000    |
| Vereinigte Staaten (RIAA)    | Platin                                                                 | 1.138.000 |
| Vereinigtes Königreich (BPI) | 2× Platin                                                              | 1.250.000 |
| Insgesamt                    | 3× Gold · 15× Platin ·                                                 | 3.093.000 |

### Kiss You
| Land/Region                  | Auszeichnungen für Musikverkäufe (Land/Region, Auszeichnung, Verkäufe) | Verkäufe  |
| ---------------------------- | ---------------------------------------------------------------------- | --------- |
| Australien (ARIA)            | 2× Platin                                                              | 140.000   |
| Italien (FIMI)               | Gold                                                                   | 35.000    |
| Japan (RIAJ)                 | Gold                                                                   | 100.000   |
| Kanada (MC)                  | 2× Platin                                                              | 160.000   |
| Mexiko (AMPROFON)            | 3× Gold                                                                | 90.000    |
| Neuseeland (RMNZ)            | Platin                                                                 | 15.000    |
| Norwegen (IFPI)              | Platin                                                                 | 10.000    |
| Schweden (IFPI)              | Platin                                                                 | 40.000    |
| Spanien (Promusicae)         | Gold                                                                   | 30.000    |
| Vereinigte Staaten (RIAA)    | Gold                                                                   | 959.000   |
| Vereinigtes Königreich (BPI) | Platin                                                                 | 600.000   |
| Insgesamt                    | 5× Gold · 9× Platin ·                                                  | 2.179.000 |

### One Way Or Another (Teenage Kicks)
| Land/Region                  | Auszeichnungen für Musikverkäufe (Land/Region, Auszeichnung, Verkäufe) | Verkäufe  |
| ---------------------------- | ---------------------------------------------------------------------- | --------- |
| Australien (ARIA)            | 2× Platin                                                              | 140.000   |
| Belgien (BRMA)               | Gold                                                                   | 15.000    |
| Dänemark (IFPI)              | Gold                                                                   | 15.000    |
| Italien (FIMI)               | Gold                                                                   | 15.000    |
| Kanada (MC)                  | Platin                                                                 | 80.000    |
| Mexiko (AMPROFON)            | 3× Gold                                                                | 90.000    |
| Neuseeland (RMNZ)            | Platin                                                                 | 15.000    |
| Norwegen (IFPI)              | Platin                                                                 | 10.000    |
| Schweden (IFPI)              | Gold                                                                   | 20.000    |
| Vereinigte Staaten (RIAA)    | Gold                                                                   | 500.000   |
| Vereinigtes Königreich (BPI) | Platin                                                                 | 600.000   |
| Insgesamt                    | 6× Gold · 7× Platin ·                                                  | 1.500.000 |

### Best Song Ever
| Land/Region                  | Auszeichnungen für Musikverkäufe (Land/Region, Auszeichnung, Verkäufe) | Verkäufe  |
| ---------------------------- | ---------------------------------------------------------------------- | --------- |
| Australien (ARIA)            | 3× Platin                                                              | 210.000   |
| Italien (FIMI)               | Gold                                                                   | 15.000    |
| Japan (RIAJ)                 | Gold                                                                   | 100.000   |
| Kanada (MC)                  | 2× Platin                                                              | 160.000   |
| Mexiko (AMPROFON)            | 3× Gold                                                                | 90.000    |
| Neuseeland (RMNZ)            | Platin                                                                 | 15.000    |
| Schweden (IFPI)              | Gold                                                                   | 20.000    |
| Spanien (Promusicae)         | Gold                                                                   | 30.000    |
| Vereinigte Staaten (RIAA)    | Platin                                                                 | 1.275.000 |
| Vereinigtes Königreich (BPI) | 2× Platin                                                              | 1.200.000 |
| Insgesamt                    | 5× Gold · 10× Platin ·                                                 | 3.115.000 |

### Story of My Life
| Land/Region                  | Auszeichnungen für Musikverkäufe (Land/Region, Auszeichnung, Verkäufe) | Verkäufe  |
| ---------------------------- | ---------------------------------------------------------------------- | --------- |
| Australien (ARIA)            | 4× Platin                                                              | 280.000   |
| Dänemark (IFPI)              | 2× Platin                                                              | 180.000   |
| Deutschland (BVMI)           | 3× Gold                                                                | 450.000   |
| Griechenland (IFPI)          | Platin                                                                 | 20.000    |
| Italien (FIMI)               | Platin                                                                 | 30.000    |
| Japan (RIAJ)                 | Platin                                                                 | 250.000   |
| Kanada (MC)                  | 4× Platin                                                              | 320.000   |
| Mexiko (AMPROFON)            | 3× Gold                                                                | 90.000    |
| Neuseeland (RMNZ)            | 4× Platin                                                              | 120.000   |
| Norwegen (IFPI)              | 5× Platin                                                              | 50.000    |
| Schweden (IFPI)              | Gold                                                                   | 20.000    |
| Schweiz (IFPI)               | Gold                                                                   | 15.000    |
| Spanien (Promusicae)         | 2× Platin                                                              | 120.000   |
| Vereinigte Staaten (RIAA)    | 3× Platin                                                              | 3.000.000 |
| Vereinigtes Königreich (BPI) | 3× Platin                                                              | 1.800.000 |
| Insgesamt                    | 4× Gold · 32× Platin ·                                                 | 6.745.000 |

### Midnight Memories
| Land/Region                  | Auszeichnungen für Musikverkäufe (Land/Region, Auszeichnung, Verkäufe) | Verkäufe |
| ---------------------------- | ---------------------------------------------------------------------- | -------- |
| Australien (ARIA)            | Gold                                                                   | 35.000   |
| Mexiko (AMPROFON)            | Gold                                                                   | 30.000   |
| Neuseeland (RMNZ)            | Platin                                                                 | 30.000   |
| Vereinigtes Königreich (BPI) | Gold                                                                   | 400.000  |
| Insgesamt                    | 3× Gold · 1× Platin ·                                                  | 495.000  |

### You & I
| Land/Region                  | Auszeichnungen für Musikverkäufe (Land/Region, Auszeichnung, Verkäufe) | Verkäufe  |
| ---------------------------- | ---------------------------------------------------------------------- | --------- |
| Australien (ARIA)            | Platin                                                                 | 70.000    |
| Dänemark (IFPI)              | Platin                                                                 | 90.000    |
| Italien (FIMI)               | Gold                                                                   | 15.000    |
| Kanada (MC)                  | Platin                                                                 | 80.000    |
| Mexiko (AMPROFON)            | 2× Platin                                                              | 120.000   |
| Spanien (Promusicae)         | Gold                                                                   | 30.000    |
| Vereinigtes Königreich (BPI) | Platin                                                                 | 600.000   |
| Insgesamt                    | 2× Gold · 6× Platin ·                                                  | 1.005.000 |

### Steal My Girl
| Land/Region                  | Auszeichnungen für Musikverkäufe (Land/Region, Auszeichnung, Verkäufe) | Verkäufe  |
| ---------------------------- | ---------------------------------------------------------------------- | --------- |
| Australien (ARIA)            | 3× Platin                                                              | 210.000   |
| Dänemark (IFPI)              | Platin                                                                 | 90.000    |
| Deutschland (BVMI)           | Gold                                                                   | 200.000   |
| Italien (FIMI)               | Gold                                                                   | 15.000    |
| Kanada (MC)                  | Platin                                                                 | 80.000    |
| Mexiko (AMPROFON)            | 2× Platin                                                              | 120.000   |
| Neuseeland (RMNZ)            | 2× Platin                                                              | 60.000    |
| Spanien (Promusicae)         | Gold                                                                   | 30.000    |
| Vereinigte Staaten (RIAA)    | Gold                                                                   | 500.000   |
| Vereinigtes Königreich (BPI) | 2× Platin                                                              | 1.200.000 |
| Insgesamt                    | 4× Gold · 11× Platin ·                                                 | 2.505.000 |

### Night Changes
| Land/Region                  | Auszeichnungen für Musikverkäufe (Land/Region, Auszeichnung, Verkäufe) | Verkäufe  |
| ---------------------------- | ---------------------------------------------------------------------- | --------- |
| Australien (ARIA)            | 6× Platin                                                              | 420.000   |
| Dänemark (IFPI)              | Platin                                                                 | 90.000    |
| Griechenland (IFPI)          | Platin                                                                 | 20.000    |
| Italien (FIMI)               | Platin                                                                 | 100.000   |
| Kanada (MC)                  | Platin                                                                 | 80.000    |
| Mexiko (AMPROFON)            | Platin                                                                 | 60.000    |
| Neuseeland (RMNZ)            | 4× Platin                                                              | 120.000   |
| Spanien (Promusicae)         | Platin                                                                 | 60.000    |
| Vereinigte Staaten (RIAA)    | Platin                                                                 | 1.010.000 |
| Vereinigtes Königreich (BPI) | 2× Platin                                                              | 1.200.000 |
| Insgesamt                    | 19× Platin ·                                                           | 3.160.000 |

### Do They Know It’s Christmas?
| Land/Region                  | Auszeichnungen für Musikverkäufe (Land/Region, Auszeichnung, Verkäufe) | Verkäufe |
| ---------------------------- | ---------------------------------------------------------------------- | -------- |
| Deutschland (BVMI)           | Gold                                                                   | 200.000  |
| Italien (FIMI)               | Gold                                                                   | 25.000   |
| Vereinigtes Königreich (BPI) | Gold                                                                   | 526.000  |
| Insgesamt                    | 3× Gold ·                                                              | 751.000  |

### Drag Me Down
| Land/Region                  | Auszeichnungen für Musikverkäufe (Land/Region, Auszeichnung, Verkäufe) | Verkäufe  |
| ---------------------------- | ---------------------------------------------------------------------- | --------- |
| Australien (ARIA)            | 5× Platin                                                              | 350.000   |
| Belgien (BRMA)               | Gold                                                                   | 15.000    |
| Dänemark (IFPI)              | 2× Platin                                                              | 180.000   |
| Deutschland (BVMI)           | Gold                                                                   | 200.000   |
| Italien (FIMI)               | 2× Platin                                                              | 100.000   |
| Kanada (MC)                  | 3× Platin                                                              | 240.000   |
| Mexiko (AMPROFON)            | 7× Gold                                                                | 210.000   |
| Neuseeland (RMNZ)            | 4× Platin                                                              | 90.000    |
| Norwegen (IFPI)              | Platin                                                                 | 40.000    |
| Polen (ZPAV)                 | 4× Platin                                                              | 80.000    |
| Schweden (IFPI)              | Platin                                                                 | 40.000    |
| Spanien (Promusicae)         | Platin                                                                 | 60.000    |
| Vereinigte Staaten (RIAA)    | —                                                                      | 1.208.000 |
| Vereinigtes Königreich (BPI) | 2× Platin                                                              | 1.200.000 |
| Insgesamt                    | 3× Gold · 28× Platin ·                                                 | 4.013.000 |

### Perfect
| Land/Region                  | Auszeichnungen für Musikverkäufe (Land/Region, Auszeichnung, Verkäufe) | Verkäufe  |
| ---------------------------- | ---------------------------------------------------------------------- | --------- |
| Australien (ARIA)            | 3× Platin                                                              | 210.000   |
| Dänemark (IFPI)              | Platin                                                                 | 90.000    |
| Italien (FIMI)               | Platin                                                                 | 50.000    |
| Kanada (MC)                  | 2× Platin                                                              | 160.000   |
| Mexiko (AMPROFON)            | 5× Gold                                                                | 150.000   |
| Neuseeland (RMNZ)            | 2× Platin                                                              | 60.000    |
| Spanien (Promusicae)         | Gold                                                                   | 30.000    |
| Südafrika (RISA)             | Gold                                                                   | 10.000    |
| Vereinigte Staaten (RIAA)    | —                                                                      | 817.000   |
| Vereinigtes Königreich (BPI) | Platin                                                                 | 600.000   |
| Insgesamt                    | 3× Gold · 12× Platin ·                                                 | 2.177.000 |

### History
| Land/Region                  | Auszeichnungen für Musikverkäufe (Land/Region, Auszeichnung, Verkäufe) | Verkäufe  |
| ---------------------------- | ---------------------------------------------------------------------- | --------- |
| Australien (ARIA)            | 2× Platin                                                              | 140.000   |
| Dänemark (IFPI)              | Gold                                                                   | 45.000    |
| Italien (FIMI)               | Gold                                                                   | 25.000    |
| Kanada (MC)                  | Gold                                                                   | 40.000    |
| Mexiko (AMPROFON)            | Platin                                                                 | 60.000    |
| Neuseeland (RMNZ)            | 2× Platin                                                              | 60.000    |
| Polen (ZPAV)                 | Gold                                                                   | 25.000    |
| Spanien (Promusicae)         | Gold                                                                   | 30.000    |
| Vereinigtes Königreich (BPI) | 2× Platin                                                              | 1.300.000 |
| Insgesamt                    | 5× Gold · 7× Platin ·                                                  | 1.725.000 |

## Auszeichnungen nach Liedern

### Na Na Na
| Land/Region       | Auszeichnungen für Musikverkäufe (Land/Region, Auszeichnung, Verkäufe) | Verkäufe |
| ----------------- | ---------------------------------------------------------------------- | -------- |
| Australien (ARIA) | Gold                                                                   | 35.000   |
| Insgesamt         | 1× Gold ·                                                              | 35.000   |

### They Don’t Know About Us
| Land/Region                  | Auszeichnungen für Musikverkäufe (Land/Region, Auszeichnung, Verkäufe) | Verkäufe |
| ---------------------------- | ---------------------------------------------------------------------- | -------- |
| Australien (ARIA)            | Platin                                                                 | 70.000   |
| Dänemark (IFPI)              | Platin                                                                 | 90.000   |
| Schweden (IFPI)              | Gold                                                                   | 20.000   |
| Vereinigtes Königreich (BPI) | Gold                                                                   | 400.000  |
| Insgesamt                    | 2× Gold · 2× Platin ·                                                  | 580.000  |

### Rock Me
| Land/Region                  | Auszeichnungen für Musikverkäufe (Land/Region, Auszeichnung, Verkäufe) | Verkäufe |
| ---------------------------- | ---------------------------------------------------------------------- | -------- |
| Mexiko (AMPROFON)            | Gold                                                                   | 30.000   |
| Vereinigtes Königreich (BPI) | Silber                                                                 | 200.000  |
| Insgesamt                    | 1× Silber · 1× Gold ·                                                  | 230.000  |

### Moments
| Land/Region       | Auszeichnungen für Musikverkäufe (Land/Region, Auszeichnung, Verkäufe) | Verkäufe |
| ----------------- | ---------------------------------------------------------------------- | -------- |
| Australien (ARIA) | Gold                                                                   | 35.000   |
| Mexiko (AMPROFON) | Gold                                                                   | 30.000   |
| Insgesamt         | 2× Gold ·                                                              | 65.000   |

### Right Now
| Land/Region                  | Auszeichnungen für Musikverkäufe (Land/Region, Auszeichnung, Verkäufe) | Verkäufe |
| ---------------------------- | ---------------------------------------------------------------------- | -------- |
| Vereinigtes Königreich (BPI) | Silber                                                                 | 200.000  |
| Insgesamt                    | 1× Silber ·                                                            | 200.000  |

### Love You Goodbye
| Land/Region       | Auszeichnungen für Musikverkäufe (Land/Region, Auszeichnung, Verkäufe) | Verkäufe |
| ----------------- | ---------------------------------------------------------------------- | -------- |
| Mexiko (AMPROFON) | Gold                                                                   | 30.000   |
| Insgesamt         | 1× Gold ·                                                              | 30.000   |

### Olivia
| Land/Region                  | Auszeichnungen für Musikverkäufe (Land/Region, Auszeichnung, Verkäufe) | Verkäufe |
| ---------------------------- | ---------------------------------------------------------------------- | -------- |
| Vereinigtes Königreich (BPI) | Silber                                                                 | 200.000  |
| Insgesamt                    | 1× Silber ·                                                            | 200.000  |

### If I Could Fly
| Land/Region                  | Auszeichnungen für Musikverkäufe (Land/Region, Auszeichnung, Verkäufe) | Verkäufe |
| ---------------------------- | ---------------------------------------------------------------------- | -------- |
| Italien (FIMI)               | Gold                                                                   | 35.000   |
| Mexiko (AMPROFON)            | Gold                                                                   | 30.000   |
| Vereinigtes Königreich (BPI) | Silber                                                                 | 200.000  |
| Insgesamt                    | 1× Silber · 2× Gold ·                                                  | 265.000  |

### A.M.
| Land/Region       | Auszeichnungen für Musikverkäufe (Land/Region, Auszeichnung, Verkäufe) | Verkäufe |
| ----------------- | ---------------------------------------------------------------------- | -------- |
| Mexiko (AMPROFON) | Gold                                                                   | 30.000   |
| Insgesamt         | 1× Gold ·                                                              | 30.000   |

### Infinity
| Land/Region                  | Auszeichnungen für Musikverkäufe (Land/Region, Auszeichnung, Verkäufe) | Verkäufe |
| ---------------------------- | ---------------------------------------------------------------------- | -------- |
| Australien (ARIA)            | Gold                                                                   | 35.000   |
| Italien (FIMI)               | Gold                                                                   | 25.000   |
| Mexiko (AMPROFON)            | Gold                                                                   | 30.000   |
| Vereinigtes Königreich (BPI) | Silber                                                                 | 200.000  |
| Insgesamt                    | 1× Silber · 3× Gold ·                                                  | 290.000  |

### Where Do Broken Hearts Go
| Land/Region                  | Auszeichnungen für Musikverkäufe (Land/Region, Auszeichnung, Verkäufe) | Verkäufe |
| ---------------------------- | ---------------------------------------------------------------------- | -------- |
| Vereinigtes Königreich (BPI) | Silber                                                                 | 200.000  |
| Insgesamt                    | 1× Silber ·                                                            | 200.000  |

### 18
| Land/Region                  | Auszeichnungen für Musikverkäufe (Land/Region, Auszeichnung, Verkäufe) | Verkäufe |
| ---------------------------- | ---------------------------------------------------------------------- | -------- |
| Australien (ARIA)            | Gold                                                                   | 35.000   |
| Dänemark (IFPI)              | Gold                                                                   | 45.000   |
| Mexiko (AMPROFON)            | Platin                                                                 | 60.000   |
| Spanien (Promusicae)         | Gold                                                                   | 30.000   |
| Vereinigtes Königreich (BPI) | Gold                                                                   | 400.000  |
| Insgesamt                    | 4× Gold · 1× Platin ·                                                  | 570.000  |

### Stockholm Syndrome
| Land/Region                  | Auszeichnungen für Musikverkäufe (Land/Region, Auszeichnung, Verkäufe) | Verkäufe |
| ---------------------------- | ---------------------------------------------------------------------- | -------- |
| Vereinigtes Königreich (BPI) | Silber                                                                 | 200.000  |
| Insgesamt                    | 1× Silber ·                                                            | 200.000  |

### No Control
| Land/Region                  | Auszeichnungen für Musikverkäufe (Land/Region, Auszeichnung, Verkäufe) | Verkäufe |
| ---------------------------- | ---------------------------------------------------------------------- | -------- |
| Mexiko (AMPROFON)            | Gold                                                                   | 30.000   |
| Vereinigtes Königreich (BPI) | Silber                                                                 | 200.000  |
| Insgesamt                    | 1× Silber · 1× Gold ·                                                  | 230.000  |

## Auszeichnungen nach Musikstreamings

### What Makes You Beautiful
| Land/Region     | Auszeichnungen für Musikverkäufe (Land/Region, Auszeichnung, Verkäufe) | Verkäufe    |
| --------------- | ---------------------------------------------------------------------- | ----------- |
| Dänemark (IFPI) | 2× Platin                                                              | 3.600.000   |
| Japan (RIAJ)    | Platin                                                                 | 100.000.000 |
| Insgesamt       | 3× Platin ·                                                            | 103.600.000 |

### One Thing
| Land/Region     | Auszeichnungen für Musikverkäufe (Land/Region, Auszeichnung, Verkäufe) | Verkäufe   |
| --------------- | ---------------------------------------------------------------------- | ---------- |
| Dänemark (IFPI) | Gold                                                                   | 450.000    |
| Japan (RIAJ)    | Gold                                                                   | 50.000.000 |
| Insgesamt       | 2× Gold ·                                                              | 50.450.000 |

### Live While We’re Young
| Land/Region     | Auszeichnungen für Musikverkäufe (Land/Region, Auszeichnung, Verkäufe) | Verkäufe   |
| --------------- | ---------------------------------------------------------------------- | ---------- |
| Dänemark (IFPI) | Platin                                                                 | 1.800.000  |
| Japan (RIAJ)    | Gold                                                                   | 50.000.000 |
| Insgesamt       | 1× Gold · 1× Platin ·                                                  | 51.800.000 |

### Little Things
| Land/Region     | Auszeichnungen für Musikverkäufe (Land/Region, Auszeichnung, Verkäufe) | Verkäufe  |
| --------------- | ---------------------------------------------------------------------- | --------- |
| Dänemark (IFPI) | Platin                                                                 | 1.800.000 |
| Insgesamt       | 1× Platin ·                                                            | 1.800.000 |

### Kiss You
| Land/Region     | Auszeichnungen für Musikverkäufe (Land/Region, Auszeichnung, Verkäufe) | Verkäufe   |
| --------------- | ---------------------------------------------------------------------- | ---------- |
| Dänemark (IFPI) | Platin                                                                 | 1.800.000  |
| Japan (RIAJ)    | Gold                                                                   | 50.000.000 |
| Insgesamt       | 1× Gold · 1× Platin ·                                                  | 51.800.000 |

### Rock Me
| Land/Region     | Auszeichnungen für Musikverkäufe (Land/Region, Auszeichnung, Verkäufe) | Verkäufe |
| --------------- | ---------------------------------------------------------------------- | -------- |
| Dänemark (IFPI) | Gold                                                                   | 900.000  |
| Insgesamt       | 1× Gold ·                                                              | 900.000  |

### They Don’t Know About Us
| Land/Region     | Auszeichnungen für Musikverkäufe (Land/Region, Auszeichnung, Verkäufe) | Verkäufe |
| --------------- | ---------------------------------------------------------------------- | -------- |
| Dänemark (IFPI) | Gold                                                                   | 900.000  |
| Insgesamt       | 1× Gold ·                                                              | 900.000  |

### One Way Or Another (Teenage Kicks)
| Land/Region     | Auszeichnungen für Musikverkäufe (Land/Region, Auszeichnung, Verkäufe) | Verkäufe |
| --------------- | ---------------------------------------------------------------------- | -------- |
| Dänemark (IFPI) | Gold                                                                   | 900.000  |
| Insgesamt       | 1× Gold ·                                                              | 900.000  |

### Best Song Ever
| Land/Region     | Auszeichnungen für Musikverkäufe (Land/Region, Auszeichnung, Verkäufe) | Verkäufe  |
| --------------- | ---------------------------------------------------------------------- | --------- |
| Dänemark (IFPI) | Platin                                                                 | 1.800.000 |
| Insgesamt       | 1× Platin ·                                                            | 1.800.000 |

### Story of My Life
| Land/Region          | Auszeichnungen für Musikverkäufe (Land/Region, Auszeichnung, Verkäufe) | Verkäufe   |
| -------------------- | ---------------------------------------------------------------------- | ---------- |
| Dänemark (IFPI)      | Platin                                                                 | 1.800.000  |
| Japan (RIAJ)         | Gold                                                                   | 50.000.000 |
| Spanien (Promusicae) | Gold                                                                   | 4.000.000  |
| Insgesamt            | 2× Gold · 1× Platin ·                                                  | 55.800.000 |

### You & I
| Land/Region     | Auszeichnungen für Musikverkäufe (Land/Region, Auszeichnung, Verkäufe) | Verkäufe  |
| --------------- | ---------------------------------------------------------------------- | --------- |
| Dänemark (IFPI) | Gold                                                                   | 1.300.000 |
| Insgesamt       | 1× Gold ·                                                              | 1.300.000 |

## Auszeichnungen nach Videoalben

### Up All Night – The Live Tour
| Land/Region                  | Auszeichnungen für Musikverkäufe (Land/Region, Auszeichnung, Verkäufe) | Verkäufe  |
| ---------------------------- | ---------------------------------------------------------------------- | --------- |
| Argentinien (CAPIF)          | Platin                                                                 | 15.000    |
| Australien (ARIA)            | 10× Platin                                                             | 150.000   |
| Frankreich (SNEP)            | 3× Platin                                                              | 45.000    |
| Kanada (MC)                  | 6× Platin                                                              | 60.000    |
| Kolumbien (ASINCOL)          | 3× Gold                                                                | 15.000    |
| Mexiko (AMPROFON)            | Diamant                                                                | 100.000   |
| Philippinen (PARI)           | Platin                                                                 | 15.000    |
| Portugal (AFP)               | 2× Platin                                                              | 16.000    |
| Schweden (IFPI)              | Platin                                                                 | 10.000    |
| Spanien (Promusicae)         | Gold                                                                   | 10.000    |
| Vereinigte Staaten (RIAA)    | 5× Platin                                                              | 500.000   |
| Vereinigtes Königreich (BPI) | 2× Platin                                                              | 100.000   |
| Insgesamt                    | 2× Gold · 32× Platin · 1× Diamant ·                                    | 1.032.000 |

### Where We Are – The Concert Film
| Land/Region                  | Auszeichnungen für Musikverkäufe (Land/Region, Auszeichnung, Verkäufe) | Verkäufe |
| ---------------------------- | ---------------------------------------------------------------------- | -------- |
| Australien (ARIA)            | 4× Platin                                                              | 60.000   |
| Frankreich (SNEP)            | 2× Platin                                                              | 30.000   |
| Mexiko (AMPROFON)            | 3× Gold                                                                | 30.000   |
| Portugal (AFP)               | Gold                                                                   | 4.000    |
| Spanien (Promusicae)         | Gold                                                                   | 10.000   |
| Vereinigte Staaten (RIAA)    | Platin                                                                 | 100.000  |
| Vereinigtes Königreich (BPI) | 2× Platin                                                              | 100.000  |
| Insgesamt                    | 3× Gold · 10× Platin ·                                                 | 334.000  |

## Statistik und Quellen
| Land/RegionAuszeichnungen für Musikverkäufe (Land/Region, Auszeichnungen, Verkäufe, Quellen) | Silber       | Gold         | Platin         | Diamant     | Verkäufe    | Quellen                                                     |
| -------------------------------------------------------------------------------------------- | ------------ | ------------ | -------------- | ----------- | ----------- | ----------------------------------------------------------- |
| Argentinien (CAPIF)                                                                          | —            | —            | 5× Platin5     | —           | 145.000     | Einzelnachweise                                             |
| Australien (ARIA)                                                                            | —            | 6× Gold6     | 86× Platin86   | —           | 5.460.000   | aria.com.au                                                 |
| Belgien (BRMA)                                                                               | —            | 5× Gold5     | —              | —           | 75.000      | ultratop.be                                                 |
| Brasilien (PMB)                                                                              | —            | —            | 7× Platin7     | —           | 280.000     | pro-musicabr.org.br                                         |
| Chile (IFPI)                                                                                 | —            | Gold1        | 6× Platin6     | —           | 97.500      | Einzelnachweise                                             |
| Dänemark (IFPI)                                                                              | —            | 9× Gold9     | 34× Platin34   | —           | 1.290.000   | ifpi.dk                                                     |
| Deutschland (BVMI)                                                                           | —            | 10× Gold10   | Platin1        | —           | 1.700.000   | musikindustrie.de                                           |
| Ecuador (SOPROFON)                                                                           | —            | 2× Gold2     | —              | —           | 6.000       | Einzelnachweise                                             |
| Europa (IFPI)                                                                                | —            | —            | 3× Platin3     | —           | (3.000.000) | ifpi.org EU2                                                |
| Finnland (IFPI)                                                                              | —            | 3× Gold3     | Platin1        | —           | 88.271      | ifpi.fi                                                     |
| Frankreich (SNEP)                                                                            | —            | 2× Gold2     | 8× Platin8     | —           | 475.000     | infodisc.fr                                                 |
| Griechenland (IFPI)                                                                          | —            | Gold1        | 4× Platin4     | —           | 55.000      | Einzelnachweise                                             |
| Irland (IRMA)                                                                                | —            | —            | 9× Platin9     | —           | 150.000     | irishcharts.ie                                              |
| Italien (FIMI)                                                                               | —            | 12× Gold12   | 19× Platin19   | —           | 1.240.000   | fimi.it                                                     |
| Japan (RIAJ)                                                                                 | —            | 9× Gold9     | 8× Platin8     | —           | 2.800.000   | riaj.or.jp JP2 JP3                                          |
| Kanada (MC)                                                                                  | —            | Gold1        | 51× Platin51   | —           | 3.700.000   | musiccanada.com                                             |
| Kolumbien (ASINCOL)                                                                          | —            | Gold1        | 10× Platin10   | —           | 105.000     | Einzelnachweise                                             |
| Malaysia (RIM)                                                                               | —            | —            | Platin1        | —           | 15.000      | Einzelnachweise                                             |
| Mexiko (AMPROFON)                                                                            | —            | 21× Gold21   | 31× Platin31   | 4× Diamant4 | 3.430.000   | amprofon.com.mx                                             |
| Neuseeland (RMNZ)                                                                            | —            | 2× Gold2     | 49× Platin49   | —           | 1.110.000   | aotearoamusiccharts.co.nz NZ2 NZ3                           |
| Niederlande (NVPI)                                                                           | —            | —            | 2× Platin2     | —           | 90.000      | nvpi.nl                                                     |
| Norwegen (IFPI)                                                                              | —            | Gold1        | 21× Platin21   | —           | 255.000     | ifpi.no                                                     |
| Österreich (IFPI)                                                                            | —            | 5× Gold5     | —              | —           | 40.000      | ifpi.at                                                     |
| Peru (UNIMPRO)                                                                               | —            | 3× Gold3     | Platin1        | —           | 15.000      | Einzelnachweise                                             |
| Philippinen (PARI)                                                                           | —            | —            | 13× Platin13   | —           | 195.000     | pari.com.ph                                                 |
| Polen (ZPAV)                                                                                 | —            | Gold1        | 15× Platin15   | —           | 325.000     | olis.pl                                                     |
| Portugal (AFP)                                                                               | —            | 3× Gold3     | 6× Platin6     | —           | 91.000      | Einzelnachweise                                             |
| Schweden (IFPI)                                                                              | —            | 5× Gold5     | 16× Platin16   | —           | 710.000     | sverigetopplistan.se                                        |
| Schweiz (IFPI)                                                                               | —            | 4× Gold4     | 2× Platin2     | —           | 105.000     | hitparade.ch                                                |
| Singapur (RIAS)                                                                              | —            | —            | 2× Platin2     | —           | 20.000      | rias.org.sg                                                 |
| Spanien (Promusicae)                                                                         | —            | 11× Gold11   | 12× Platin12   | —           | 840.000     | elportaldemusica.es                                         |
| Südafrika (RISA)                                                                             | —            | 5× Gold5     | —              | —           | 85.000      | Einzelnachweise                                             |
| Ungarn (MAHASZ)                                                                              | —            | 3× Gold3     | Platin1        | —           | 7.000       | slagerlistak.hu                                             |
| Uruguay (CUD)                                                                                | —            | —            | 4× Platin4     | —           | 16.000      | cudisco.org (Memento vom 8. April 2015 im Internet Archive) |
| Venezuela (APFV)                                                                             | —            | Gold1        | 5× Platin5     | 2× Diamant2 | 255.000     | Einzelnachweise                                             |
| Vereinigte Staaten (RIAA)                                                                    | —            | 3× Gold3     | 30× Platin30   | —           | 31.074.000  | riaa.com                                                    |
| Vereinigtes Königreich (BPI)                                                                 | 10× Silber10 | 5× Gold5     | 44× Platin44   | —           | 23.720.000  | bpi.co.uk                                                   |
| Insgesamt                                                                                    | 10× Silber10 | 135× Gold135 | 507× Platin507 | 6× Diamant6 |             |                                                             |